# 贵州马铃苣苔
贵州马铃苣苔（学名：Oreocharis cavaleriei）为苦苣苔科马铃苣苔属下的一个种。种加词cavaleriei因采集者为皮埃尔·朱利安·卡瓦勒里（Jul. Cavalerie）而得名。